# Zelandobius cordatus
Zelandobius cordatus är en bäcksländeart som beskrevs av Mclellan 1993. Zelandobius cordatus ingår i släktet Zelandobius och familjen Gripopterygidae. Inga underarter finns listade i Catalogue of Life.